# Fernando Cruz Kronfly
Fernando Cruz Kronfly es un escritor colombiano nacido en Guadalajara de Buga el 8 de abril de 1943. Reside y trabaja en Cali, de cuya vida cultural y académica es cultor y protagonista, docente de la Maestría en la Universidad del Valle.

## Biografía
Nació en Buga. Su abuelo paterno, Rubén Cruz Vélez, fue un importante educador en Tuluá. Su padre ejerció también la docencia en Buga. Su madre era de ascendencia sirio-libanesa.
Tiene título universitario en derecho de la Universidad La Gran Colombia, de Bogotá. Ha ejercido la docencia universitaria junto con la actividad literaria.
Fue Jefe del Departamento de Literatura e Idiomas en la Universidad Santiago de Cali (1970-1972), Director de la revista Fin de Siglo, editada por la Universidad del Valle durante sus primeros cuatro números. 
Fue profesor de la Facultad de Derecho y Ciencias Sociales de la Universidad Santiago de Cali desde el año 1970 a 1977, y de la Universidad Libre (Colombia), Seccional Cali, hasta la década del 90. De 1972 a la actualidad ha sido catedrático de la Universidad del Valle.
Esta misma universidad, en el año 1996, le otorga el Doctorado "Honoris Causa" en Literatura.
Cruz Kronfly es autor de una amplísima obra, tanto en lo relativo a la literatura, como a la investigación de diversos campos de las ciencias sociales y administrativas.

## Obra publicada
Novela
- Falleba (1979)
- La obra del sueño (1984)
- La ceniza del Libertador (1987)
- La ceremonia de la soledad (1992)
- El embarcadero de los incurables (1998)
- La caravana de Gardel (1998)
- Destierro (2012)
- La vida secreta de los perros infieles (2011)

Libros de cuentos
- Las alabanzas y los acechos (1980)
- La última noche de Antonio Ricaurte (1997)

Ensayo
- La sombrilla planetaria: ensayos sobre modernidad y postmodernidad en la cultura  (1994)
- Doce interrogantes sobre modernidad, cambio y gestión (1994)
- Amapolas al vapor (1996)
- La tierra que atardece: ensayos sobre la modernidad y la comtemporaneidad (1998)
- La derrota de la luz: ensayos sobre modernidad, contemporaneidad y cultura (2007)
- La condición humana: tierra de nadie (2018)

Poesía
- Abendland (2002)